# 全国電力関連産業労働組合総連合
全国電力関連産業労働組合総連合（ぜんこくでんりょくかんれんさんぎょうろうどうくみあいそうれんごう、略称：電力総連（でんりょくそうれん）、英語：The Federation of Electric Power Related Industry Worker's Unions of Japan）は、日本の電力会社及び関連企業の労働組合の連合組織である。日本労働組合総連合会（連合）、インダストリオール日本化学エネルギー労協（ICEM-JAF）に加盟している。

## 概要
日本の電力会社で結成された労働組合が加盟する産業別労働組合の全国組織である。連合の結成前は同盟に加盟していた。労使協調体制を基本とし、民社協会に所属する議員らを支援している。参議院に組織内議員として国民民主党の竹詰仁（関東電力総連、東京電力出身）、浜野喜史（関西電力総連、関西電力出身）がいる。会長は坂田幸治である。

## 構成組織
- 北海道電力関連産業労働組合総連合（北海道電力総連）
- 東北電力関連産業労働組合総連合（東北電力総連）
- 関東電力関連産業労働組合総連合（関東電力総連）
- 中部電力関連産業労働組合総連合（中部電力総連）
- 北陸電力関連産業労働組合総連合（北陸電力総連）
- 関西電力関連産業労働組合総連合（関西電力総連）
- 中国地方電力関連産業労働組合総連合（中国電力総連）
- 四国電力関連産業労働組合総連合（四国電力総連）
- 九州電力関連産業労働組合総連合（九州電力総連）
- 沖縄電力関連産業労働組合総連合（沖縄電力総連）
- 日本原子力発電関連企業労働組合総連合（原電総連）
- 電源開発関連労働組合総連合（電発総連）

## 組織内議員

### 現職議員
- 浜野喜史 - 参議院議員（2013年7月 - ）
- 竹詰仁 - 参議院議員（2022年7月 - ）

### 過去の議員
- 向井長年 - 元参議院議員（1959年6月 - 1980年6月）
- 中村利次 - 元参議院議員（1971年6月 - 1980年9月）
- 橋本孝一郎 - 元参議院議員（1986年7月 - 1992年7月）
- 足立良平 - 元参議院議員（1989年7月 - 2001年7月）
- 長谷川清 - 元参議院議員（1992年7月 - 2004年7月）
- 藤原正司 - 元参議院議員（2001年7月 - 2013年7月）
- 加賀谷健 - 元参議院議員（2007年7月 - 2013年7月）
- 小林正夫 - 元参議院議員（2004年7月 - 2022年7月）

## 原子力発電に対する立場
「数多くの組合員が…原子力の職場で働いており、日本のエネルギー政策の一翼を担っているということに自信と誇りを持っています」と、原子力発電を推進する立場をとっている。福島第一原子力発電所事故後も「事故原因が分かっていないのに、原子力発電を見直すべきかどうかの議論はできない」「原子力発電は、議会制民主主義において国会で決めた国民の選択。もし国民が原子力発電を望んでいないのなら、社民党や共産党が伸びるはずだ」（内田厚事務局長）と、連合が脱原発方針を打診した後も方針を変えていない。
2013年の第23回参院選でも、民主党に組織内候補として浜野喜史（比例区）を擁立しつつ、原発再稼働反対や、脱原発を主張する候補は推薦しない、あるいは対立候補の支援に回る動きを見せた。
民主党は、党としては「2030年に原発ゼロ」を公約したが、電力総連は「あまりゼロと言われては困る」と党・候補者側を牽制した。特に、脱原発を主張する菅直人元首相に対しては、「天敵」「菅氏がいる民主党を推して組合員が納得するはずがない」と敵意を露わにした組合員もいた。原発停止によって賃下げなどを招いたと認識したためである。
その結果、連合が民主党、あるいはみどりの風候補を推薦・支持した選挙区でも、原発への態度を理由に多くの選挙区で推薦を見送った。福井県選挙区では、民主党公認の藤野利和を推薦したものの、出陣式で藤野が「古い原発は早急に解体」と発言したことに組合幹部数人が激怒し、席を蹴って帰ってしまったという。選挙戦では、藤野に対しては「最低限の手伝い」に留めた。こうした電力総連の活動の結果、民主党の候補者は、原発について口をつぐんだ者が少なくなかった。
一方で、組織内候補の浜野喜史は組織戦に徹し、ポスター、選挙カー、ビラ、公式サイトなどからも、可能な限り民主党の名を隠す戦術を採った。
選挙結果、民主党は改選44議席から17議席と惨敗した。3年前と比較しても、やはり44議席から17議席への激減であった。しかし浜野は、2010年に同じく電力総連の小林正夫が記録した207,227票を上回る、235,917票を記録し、民主党比例区2位で初当選した。結果として、電力総連の党内影響力は増した格好になった。
9月5日 - 9月6日に掛けて那覇市で開催した第33回定時大会では、「安全が確認された原子力発電所の再稼働」を早急に求めて行く立場を改めて表明した。またこの大会で、種岡成一に代わり岸本薫を新会長に選出した。